# 六尸洞
六尸洞，位于中国广东省云浮市罗定市金鸡镇石龙石围前村，为罗定市文物保护单位，类型为近现代重要史迹及代表性建筑，公布时间为1985年5月20日。
六尸洞的历史年代为民国。